# 尚旺 (沃州)
尚旺（法語：Champvent，法語發音：[ʃɑ̃vɑ̃]）是瑞士联邦西部法语区的沃州下设的一个镇。在行政上属于沃州北汝拉区管辖。尚旺的总面积为6.92平方公里。截至2010年底，总人口为374。

## 外部链接

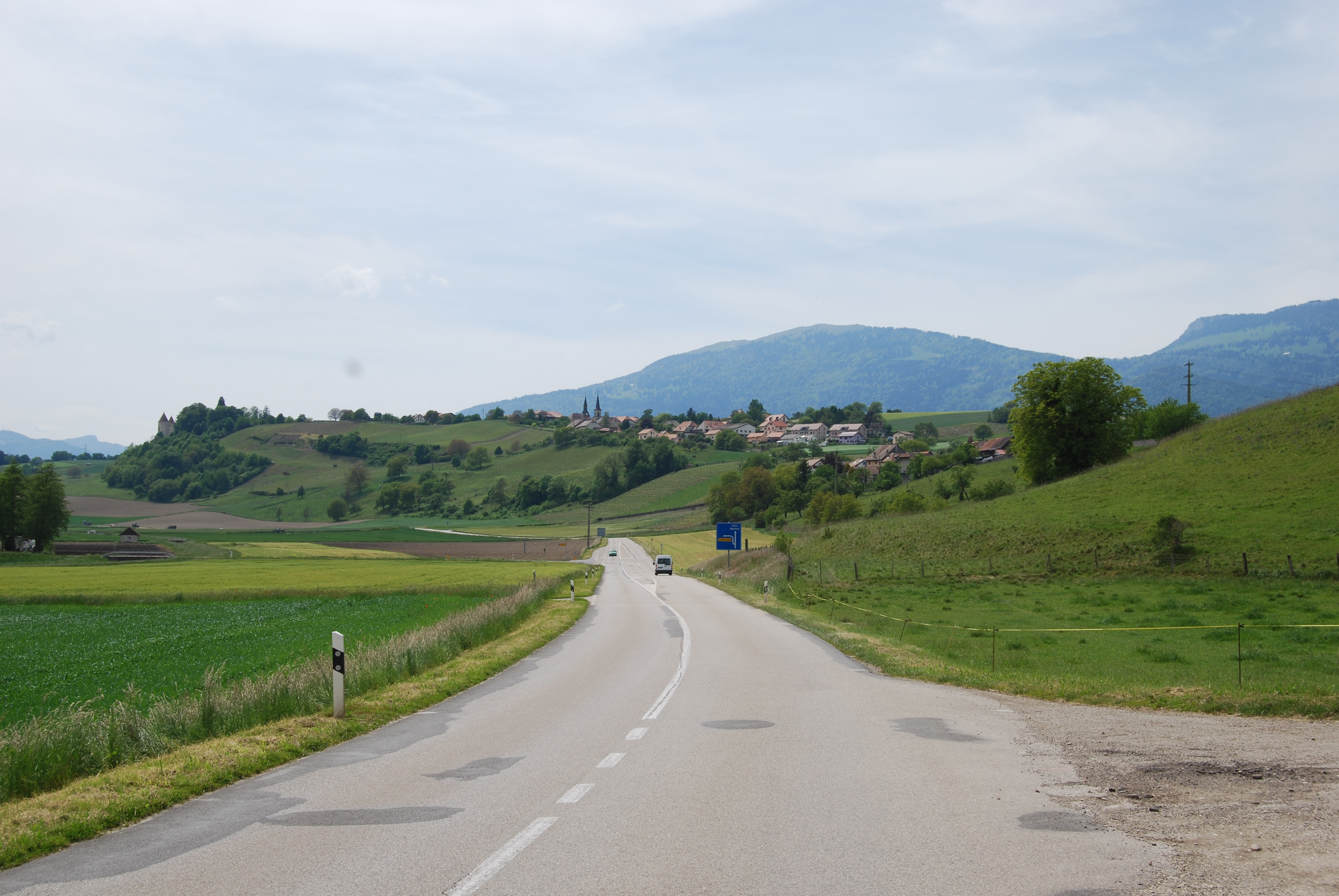
尚旺